# 田中杏子
田中 杏子（たなか あこ、Ako Tanaka、10月30日 - ）は日本のスタイリスト、雑誌編集者である。

## 来歴
中学生の頃からスタイリストに憧れ、ファッション関係の仕事に就くのが夢だった。アパレル関係の仕事をしていた父親の勧めで高校卒業後、イタリアミラノに渡る。最初の3年間はデザイン学校でデザインやパターンを学んだ。自分でテストシュートをしてブックを制作し、それを持ち歩いてセールスに行き、勤め先を探した。3件目に立ち寄ったスタイリスト事務所で仕事を貰えたが、アシスタントとして雇われた為、最初の1ヶ月間は無給だった。1ヶ月経ったら、給料が支給されるようになった上、周りの人物が最初の1ヶ月分の給料をポケットマネーで出してくれた。
1991年（平成3年）に帰国。何もコネがなかった為、ミラノの時と同様ブックを持って営業に回った。フリーランスのスタイリストとして『流行通信』『スプリング』『フィガロ』で働き、広告やショーなど仕事の幅が広がってきた頃に『エル・ジャポン』から誘いを受けた。同誌の当時の編集長森明子から薫陶を受けたと語っている。『流行通信』の編集長が『ヴォーグ・ニッポン』を創刊する際に声をかけられ、ファッション・エディターとして参加した。参加するに当たって、日経コンデナストに入社して正社員となり、編集者になるように言われていた。その頃の『ヴォーグ・ニッポン』は創刊したばかりで、本国のチームが乗り込んできて指示を出していた。彼らは雑誌の質を、それに関わるクリエーターのランクで決める。同誌に関わるクリエーターは世界レベルのAランクでなければならず、世界レベルのクリエーターは自分のチームを持つ為、スタイリストとしては入り込めない部分もあった。そのため、エディターとなって雑誌に関わるというのは自然な流れであった。伊勢丹の販促本のプロデュースにも参加した。
2005年（平成17年）11月に『Numéro TOKYO』準備室を作り、2007年（平成19年）2月に創刊、編集長を務める。